# محبوبه شب

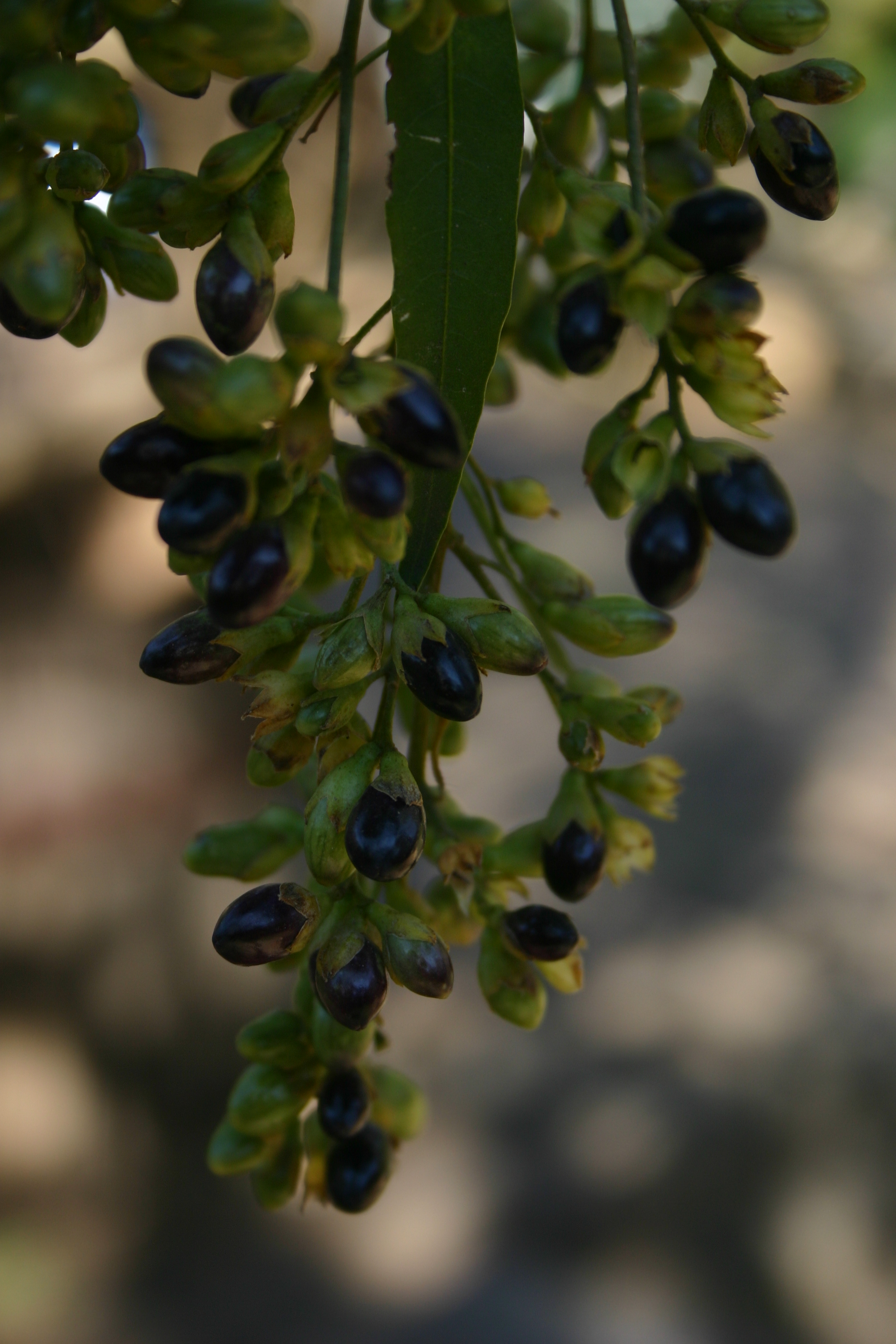
میوه گیاه محبوبه‌شب

محبوبه‌شب (رانی) (نام علمی: Cestrum nocturnum) گیاهی گلدار از خانواده بادنجانیان است. شهرت این گیاه بیشتر به خاطر عطر مطبوع گل‌هایش در شب است. این گل بومی مناطق غرب هندوستان است و درختچه‌ای همیشه سبز و خو گرفته با مناطق گرمسیری و معتدله گرم است که در فصل بهار وارد بازار می‌شود.

## نگاره

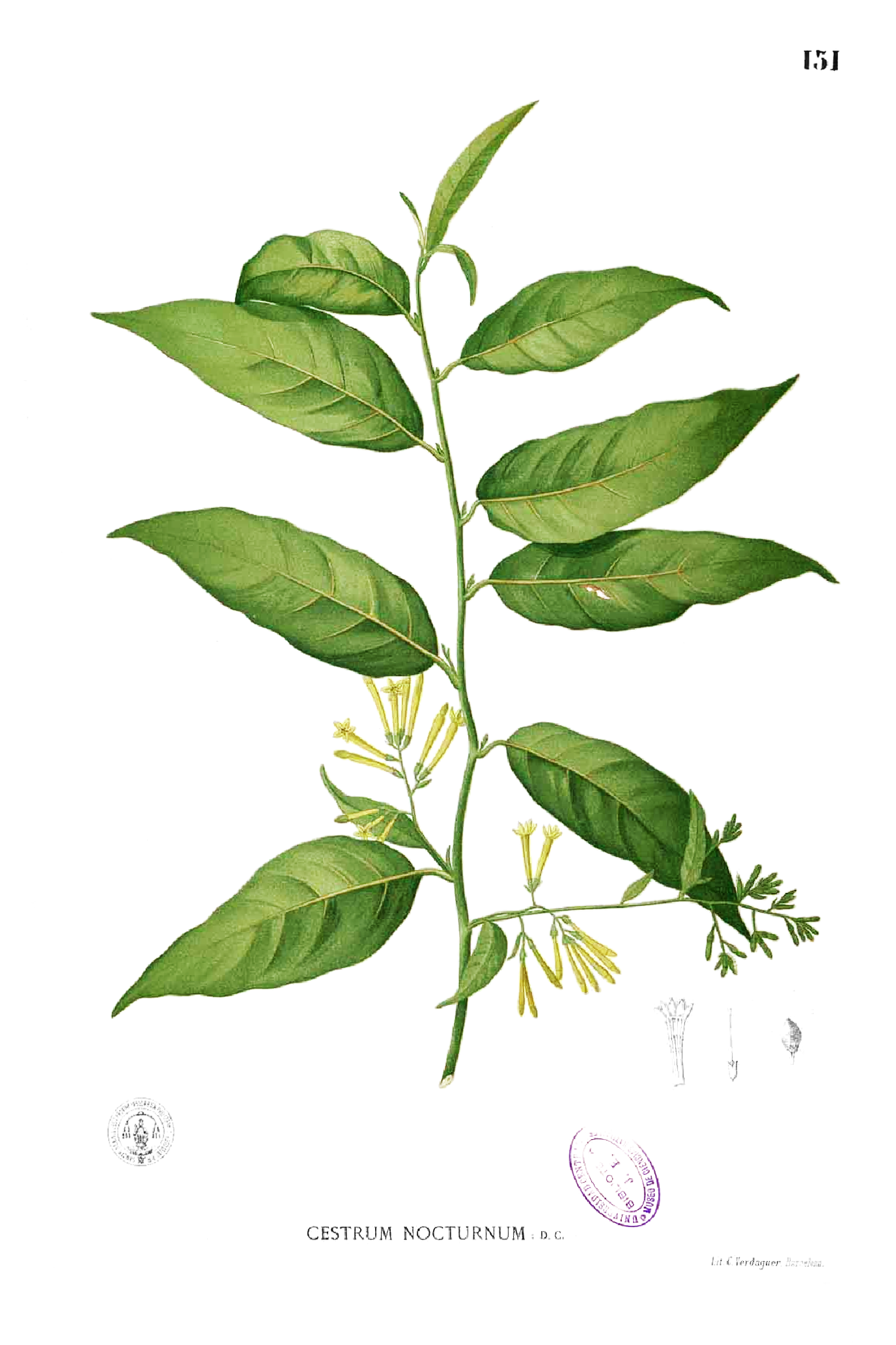
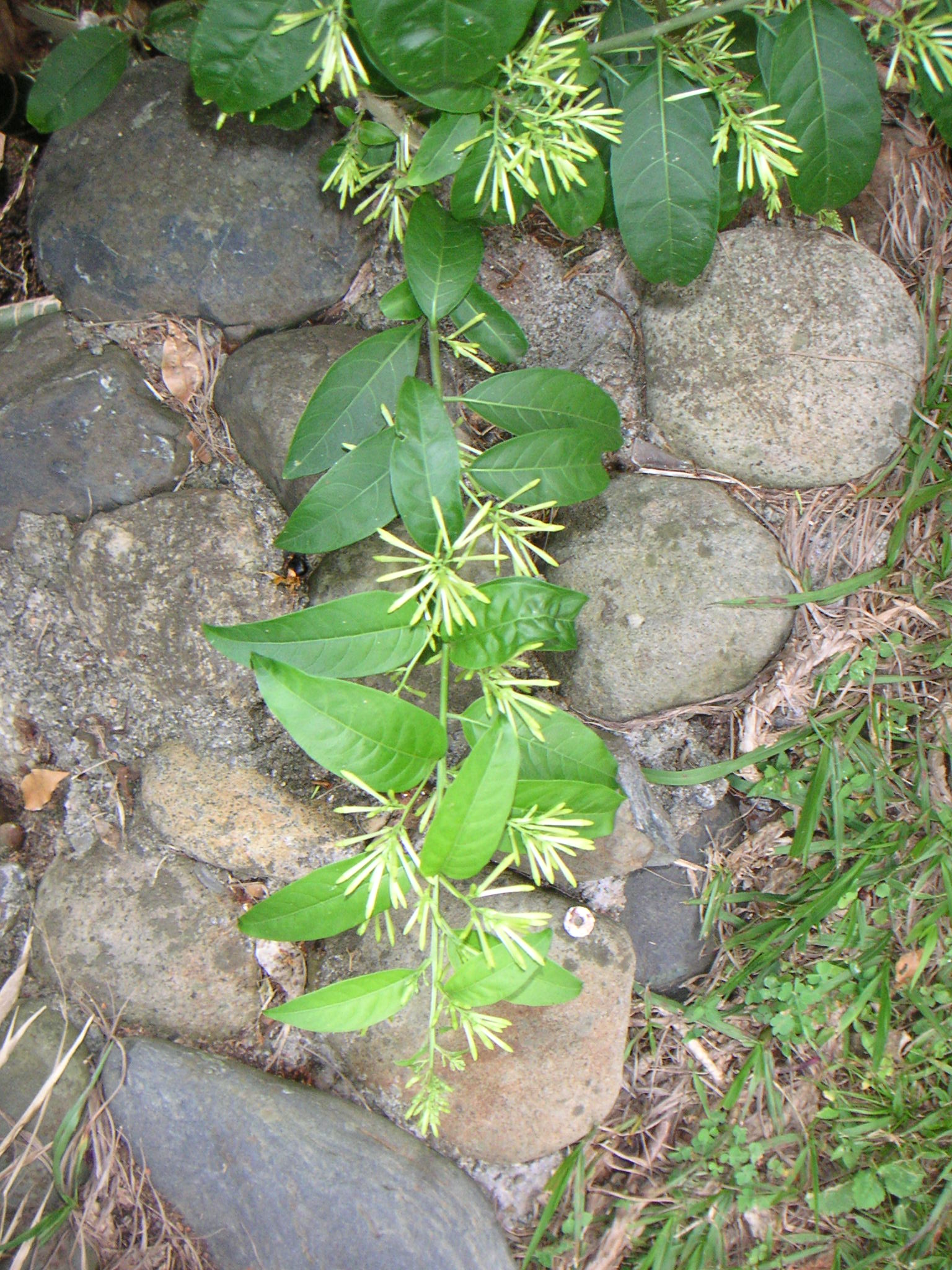
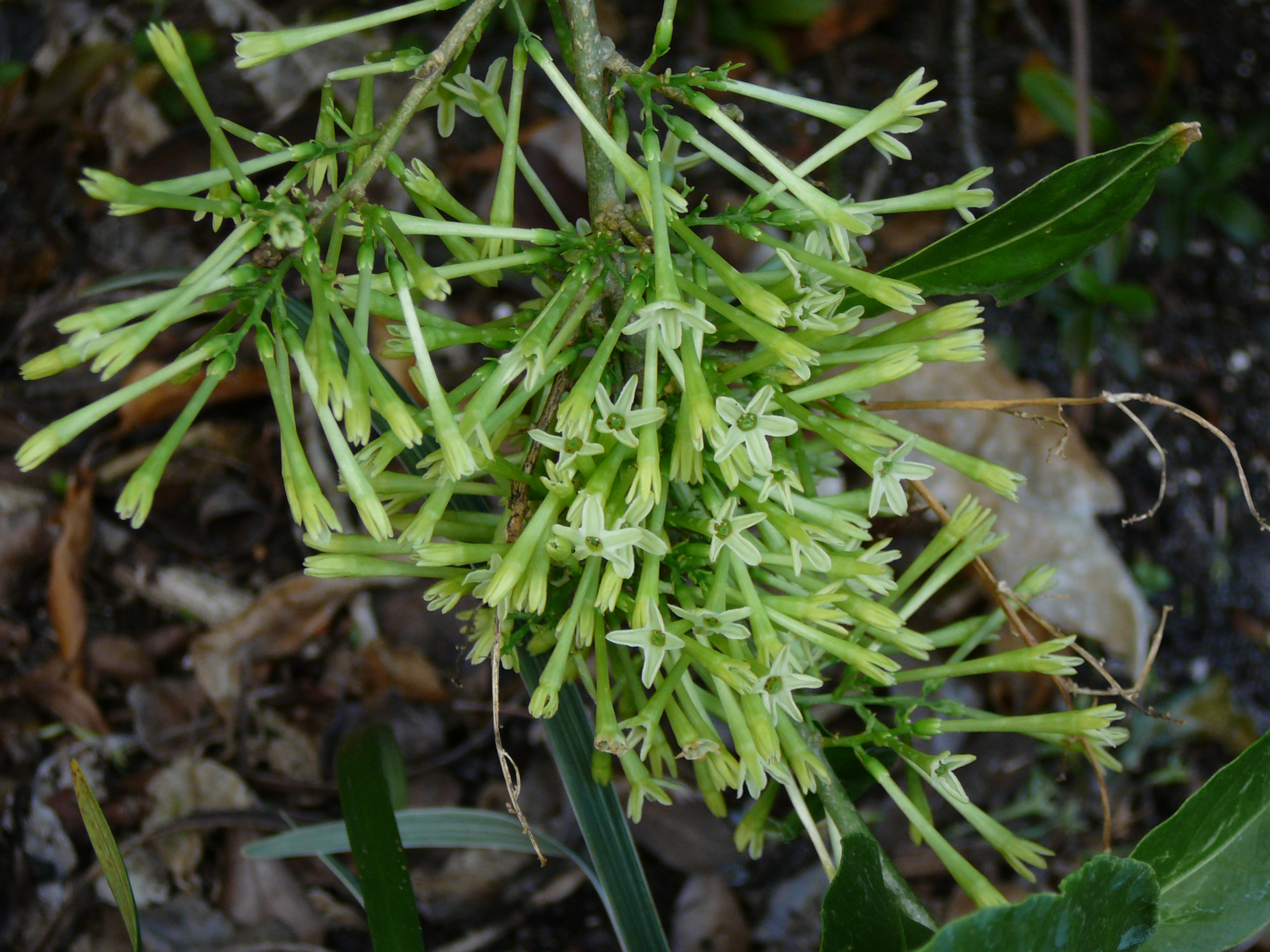
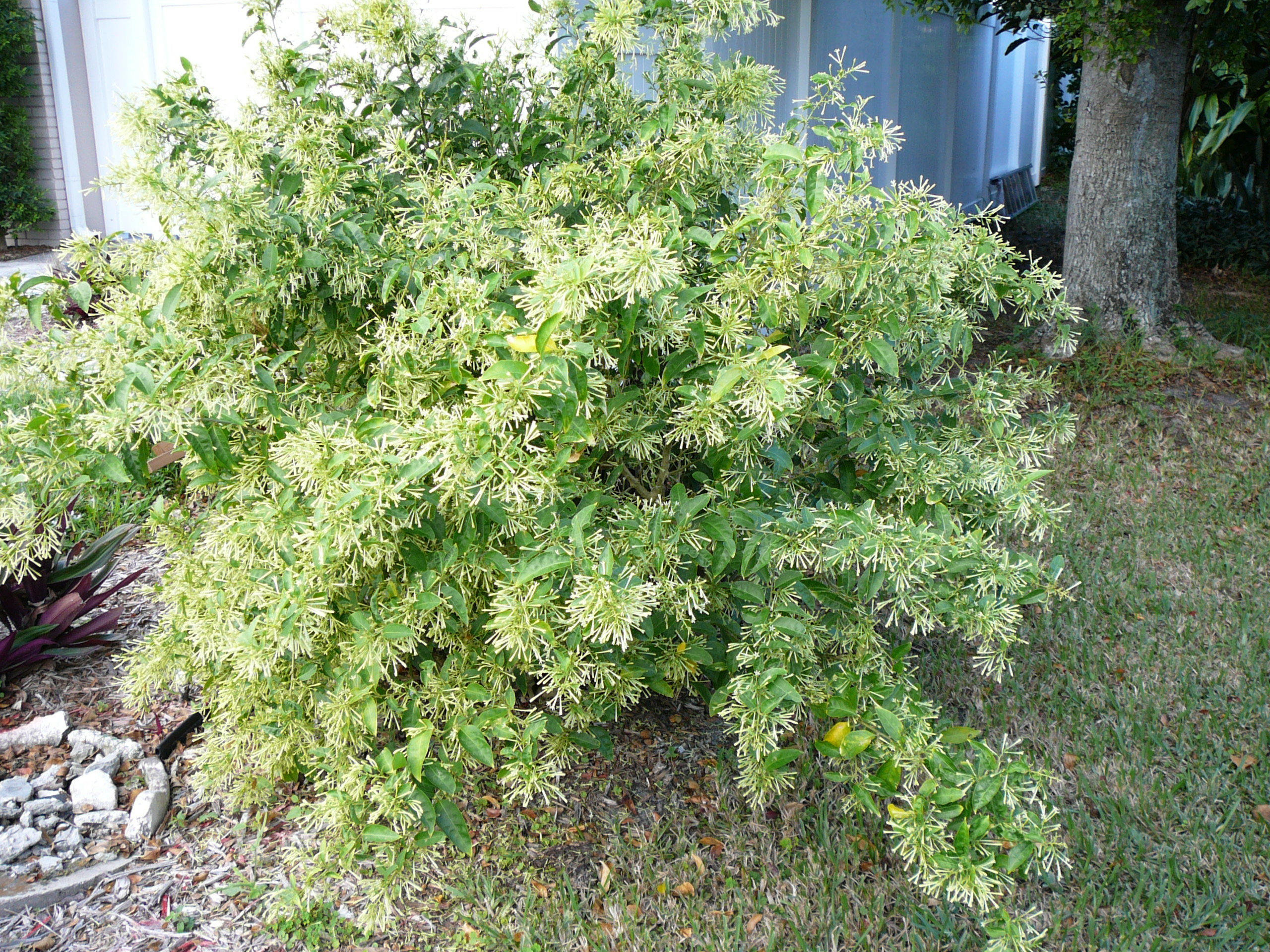
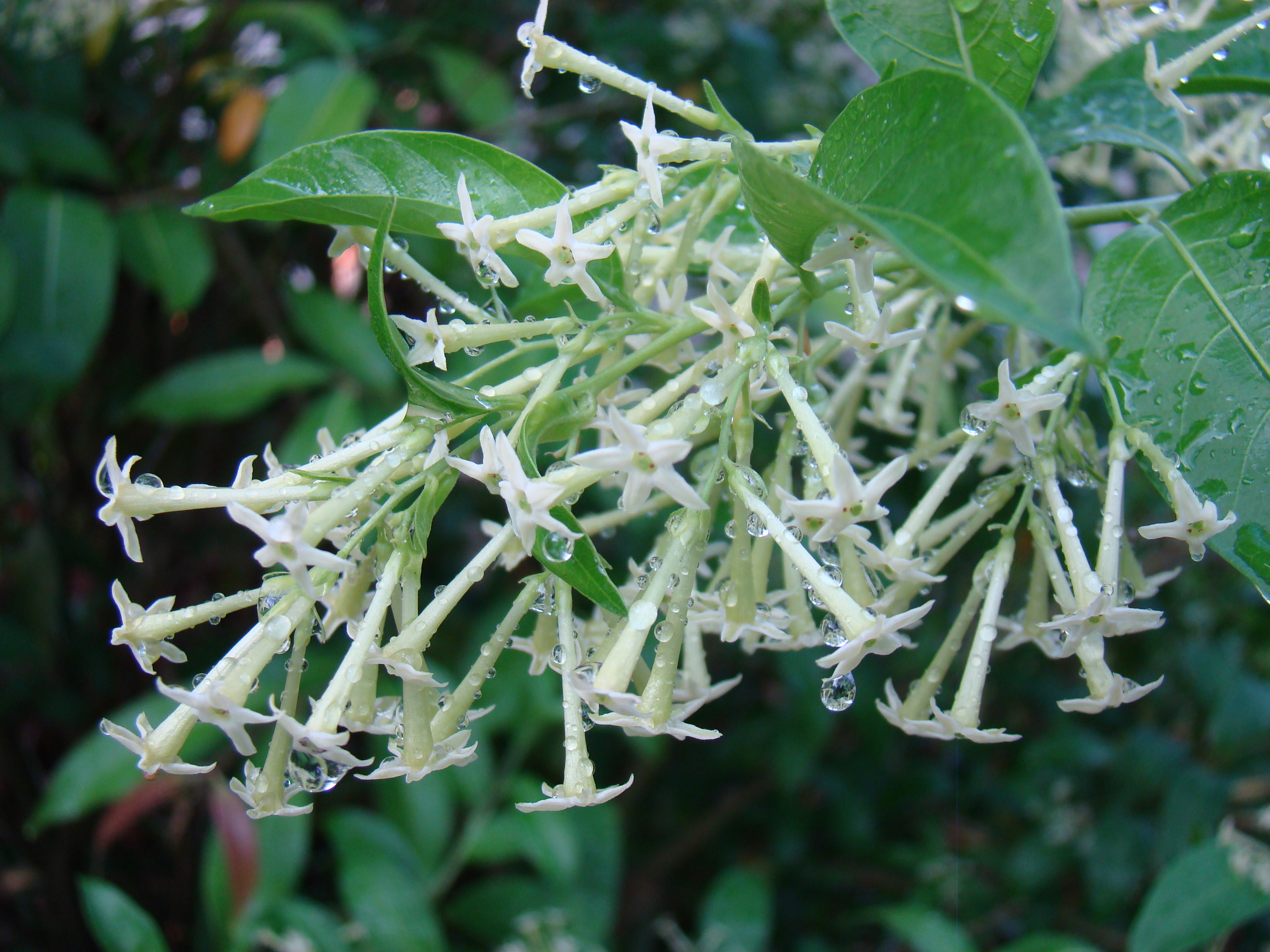
گل‌های تازه بازشده محبوبه‌شب، فلوریدا
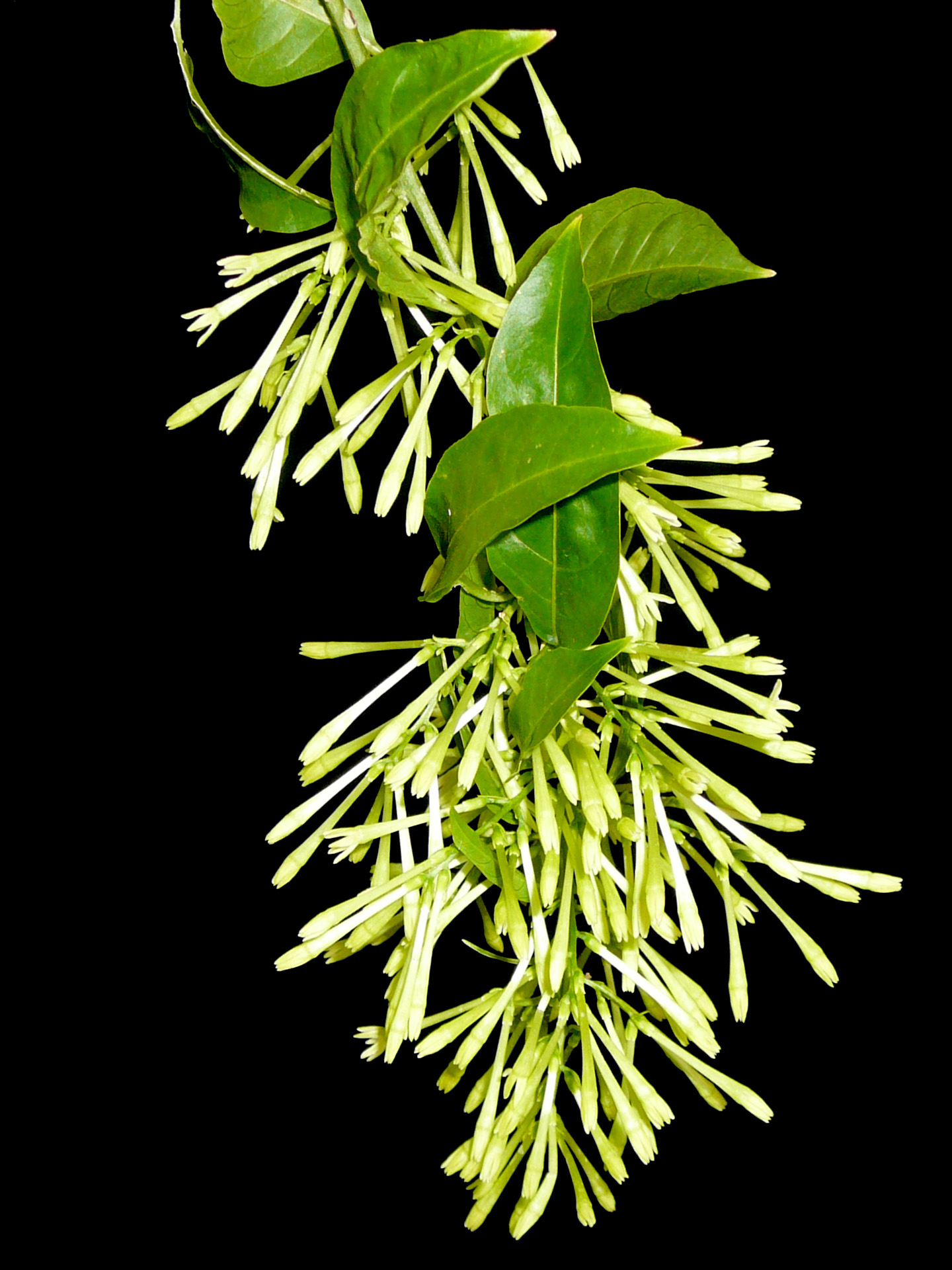
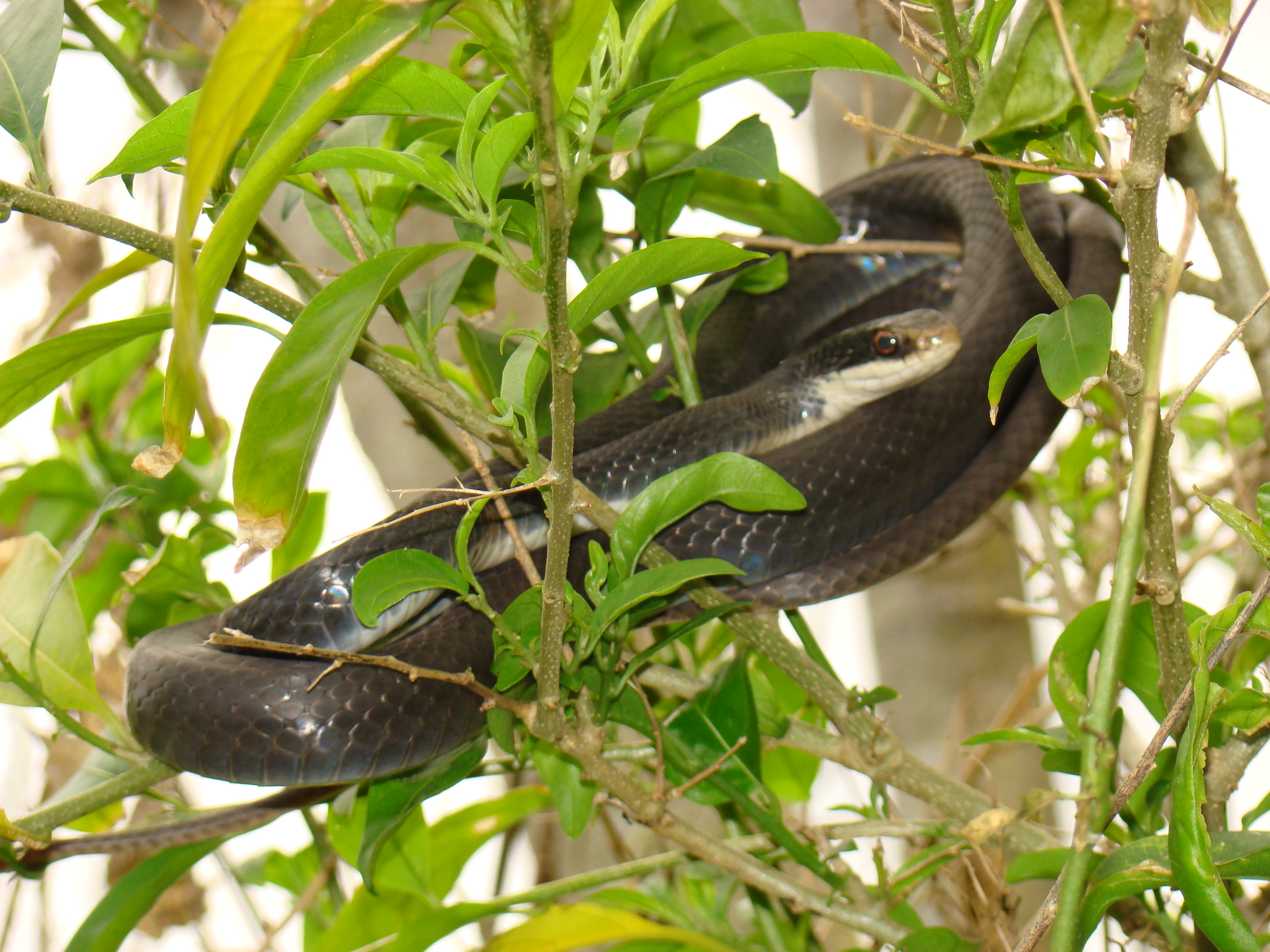
یک مار در شاخه‌های گیاه محبوبه شب

## مطالعه بیشتر
- Huxley, A. ، ed. (1990). New RHS Dictionary of Gardening. Macmillan.
- Germplasm Resources Information Network: Cestrum nocturnum
- Flora of China: Cestrum nocturnum in China
- Poisons Information Centre (Queensland): Cestrum nocturnum
- USDA Plants Profile: Cestrum nocturnum
- Floridata: Cestrum nocturnum